# MetroCentre
Das MetroCentre (2013–2020: intu metrocentre, seit 2020: The Metrocentre) ist eines der größten Einkaufszentren Europas. Das Einkaufszentrum befindet sich in Gateshead in der Nähe von Newcastle auf einem ehemaligen Industriebrachgelände. Es wurde 1986 eröffnet und beinhaltet rund 330 Geschäfte sowie bis 2008 einen Vergnügungspark namens Metroland. Das MetroCentre gehörte ursprünglich zur Capital Shopping Centres Group, seit 2013 zur intu properties plc. Als Folge des Zusammenbruchs der intu-Gruppe wurde das MetroCentre 2020 erneut verkauft und tritt seitdem unter der Dachmarke „The Metrocentre“ auf.